# 皮爾斯城 (密蘇里州)
皮爾斯城（英語：Pierce City）是位於美國密蘇里州巴里縣及勞倫斯縣的城市。

## 人口
根據2020年美國人口普查的數據，皮爾斯城的面積為3.35平方千米，當中陸地面積為3.34平方千米，而水域面積為0.01平方千米。當地共有人口1251人，而人口密度為每平方千米373人。